# Angela Cioca
Angela Cioca (n. 23 ianuarie 1995, în Târgu Jiu) este o handbalistă care evoluează pe postul de centru pentru clubul CSM Târgu Jiu.

## Biografie
Angela Cioca a început să joace handbal la vârsta de 13 ani la LPS Târgu Jiu. În 2009 a ajuns la ACS Școala 181 SSP București, cu care a cucerit cinci titluri de campioană la toate categoriile de vârstă iar în 2014 la turneul final al junioarelor I a primit premiul pentru cea mai bună jucătoare. A participat cu echipa națională de junioare a României la Campionatul European pentru Junioare Cehia 2011 și Campionatul Mondial pentru Junioare 2012 din Muntenegru. De asemenea, a făcut parte din echipa națională de tineret la Campionatul European de Tineret ediția 2013 din Danemarca, unde România a ocupat locul cinci.
În 2014 a debutat la senioare evoluând pentru echipa germană HSG Bad Wildungen. Pentru a se putea transfera părinții i-au plătit grila de formare în valoare de 5.000 de euro. După două sezoane s-a transferat în Norvegia la Førde Handball IL. iar în 2018 a semnat cu CB Salud Tenerife. În 2020 s-a transferat la CS Minaur Baia Mare. În 2022, Angela Cioca a semnat cu echipa din orașul natal CSM Târgu Jiu.

## Palmares
- Liga Europeană:
  -  Medalie de bronz (Turneul Final Four): 2021
  - Locul 4 (Turneul Final Four): 2022

- Liga Națională: 
  -  Medalie de argint: 2021

- Cupa României:
  -  Finalistă: 2023

- Campionatul Național de Junioare I:
  -  Câștigătoare: 2013, 2014

- Campionatul Național de Junioare II:
  -  Câștigătoare: 2011, 2012
  -  Medalie de argint: 2013

- Campionatul Național de Junioare III:
  -  Câștigătoare: 2010

## Performanțe individuale
- Cea mai bună jucătoare la Turneul final Junioare I, distincție acordată de Federația Română de Handbal: 2014;[1][3]